# مدخل الحنجرة
مدخل الحنجرة (بالإنجليزية: laryngeal inlet)‏ أو (بالإنجليزية: laryngeal aditus)‏ أو (بالإنجليزية: laryngeal aperture)‏ هو الفتحة التي تربط البلعوم والحنجرة.

## حدود مدخل الحنجرة
تتشكل حدود «مدخل الحنجرة» كالآتي:
- من الأمام: الحافة المنحنية الحرّة للسان المزمار.
- من الخلف: الغضاريف الطرجهالية، والغضاريف القرينية (بالإنجليزية: corniculate cartilages)‏، والطية بين الطرجهاليين (بالإنجليزية: interarytenoid fold)‏.
- أفقيا: الثنية الطرجهالية اللسان مزمارية (بالإنجليزية: aryepiglottic fold)‏.

## صور إضافية

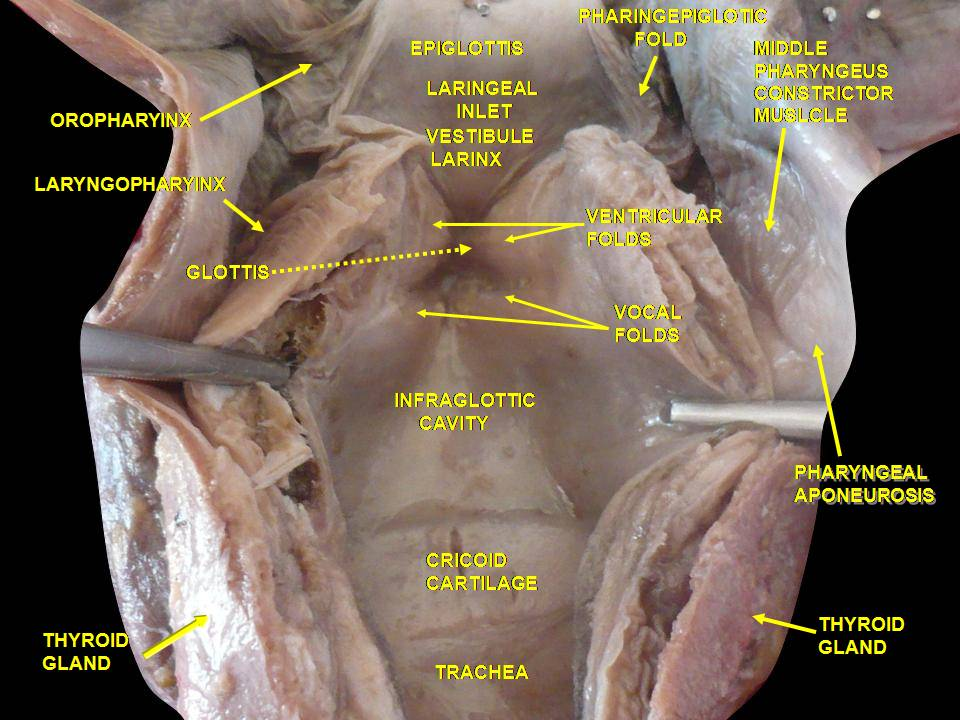
تشريح عميق للحنجرة والبلعوم واللسان. نظرة من الخلف.
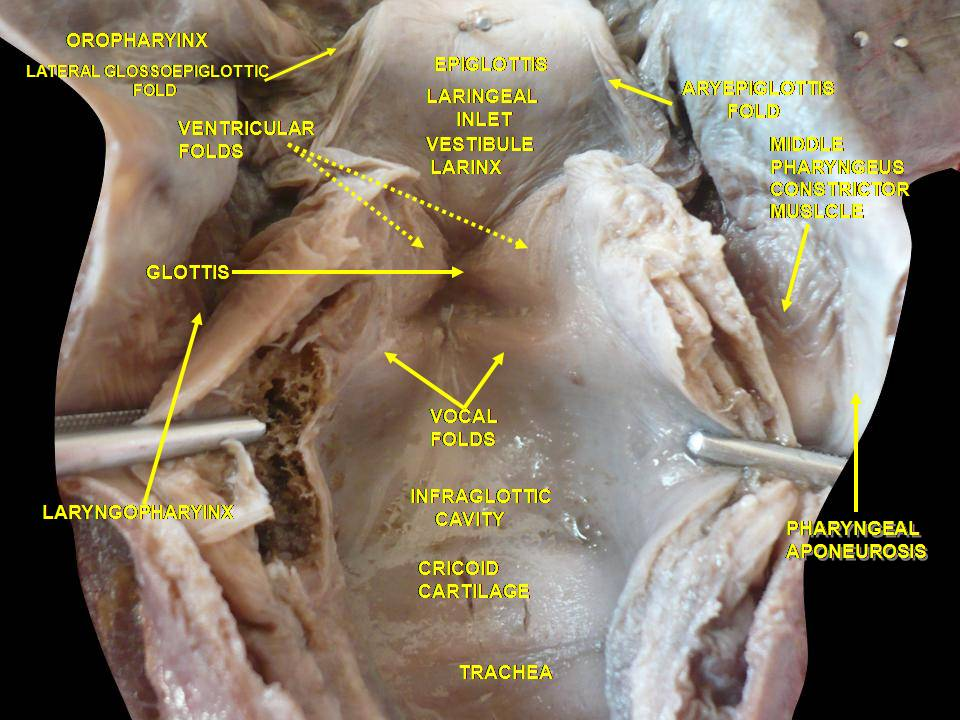
تشريح عميق للحنجرة والبلعوم واللسان. نظرة من الخلف.

## روابط خارجية
- أطلس تشريح جامعة ميشيغان rsa4p1 - (مدرج في قائمة «مدخل الحنجرة»)